# Konjic
Konjic (Konjić) er en by i Bosnien-Hercegovina, som ligger på Hovedvej 17 mellem Sarajevo og Mostar på bredderne af floden Neretva.
De første kendte bosættere i Konjić var de illyrske stammer ardije og antaria, samt dalmatinere (folk fra Dalmatien).
Fra år 840 f.Kr. til år 360 f.Kr. kæmpede disse stammer indbyrdes om saltminerne omkring landsbyerne i nutidens Orahovica, tæt ved det nuværende Konjic. Nyhederne om disse kampe blev nedskrevet af den græske forfatter Strabon og den romerske forfatter Apijan, i hvis værker stedet blev nævnt for første gang.
I starten af det 1. århundrede indvandrede romerne til området og begyndte at bygge veje. En af de vigtigste byer, som forbandt Rom og Dalmatien med Donau, førte igennem Neretva (det nuværende Konjic). Vejen førte fra Narona (nu Metković), igennem Nevesinjsko-sletten, Borak, Sarajevo-sletten, Srebrenica og endte i Singidunum – det nuværende Beograd. På denne meget benyttede vej voksede på stedet, hvor vejen førte over floden Neretva, hurtigt en bebyggelse af samme navn – Konjic. Hoveddelen af bebyggelsen dengang lå på den højre bred af floden Trešanica, hvor der er fundet rester af romerske bygninger.
Overfor jernbanestationen i Konjić, på Repovica bjergsiden, blev der sidst i det 4. århundrede bygget et tempel til solguden Mitras. Dette hellige sted blev begravet under et jordskred, og under udgravningerne i 1897 blev der fundet mange velbevarede effekter fra den tid, blandt dem en sten med skrift om, at stedet var opført af Vaterius Lucius. Desuden blev der fundet et relief med et billede af trosekten samt deres skatkammer med mønter fra det 2., det 3. og det 4. århundrede. Dette relief kan ses i Landmuseet i Sarajevo. 
Navnet Konjić nævnes første gang i arkiverne i Dubrovnik, hvor det er noteret, at den 16. juni 1382 ankom den første karavane fra Konjic til Dubrovnik.
I tiden under tyrkerne blev stedet kaldt for Belgradžik og Neretva.
I det 15. århundrede var Konjic et af de største centre for den bosniske kirke. Sammen med tyrkerne kom også den nye tro – islam – som mange skiftede til. 
I 1682 blev der over floden Neretva bygget en ny stenbro, som var et sjældent eksempel på tyrkisk brobyggerkunst. Denne bro (som lignede broen i Mostar) blev sprængt i stykker af tyskerne den 3. marts 1945 under deres tilbagetrækning.